# Merlinas
Merlinas (en francès Merlines) és un municipi francès situat al departament de la Corresa i a la regió de la Nova Aquitània.

## Demografia
| 1962                                       | 1968  | 1975 | 1982  | 1990 | 1999 | 2007 |
| ------------------------------------------ | ----- | ---- | ----- | ---- | ---- | ---- |
| 1.025                                      | 1.027 | 979  | 1.028 | 948  | 898  | 818  |
| Des de 1962: població sense dobles comptes |       |      |       |      |      |      |

## Administració
| Període   | Identitat             | Partit        |
| --------- | --------------------- | ------------- |
| 1949-1959 | Jean-Marie Goudeneche |               |
| 1959-1971 | Raymond MontLouis     |               |
| 1971-1983 | Jean Vergely          |               |
| 1983-2001 | Guy Lepetit           | Divers droite |
| 2001-2008 | Bernard Perrier       | Divers droite |
| 2008-     | Patrice Seuniac       |               |